# Lupinus metensis
Lupinus metensis är en ärtväxtart som beskrevs av Charles Piper Smith. Lupinus metensis ingår i släktet lupiner, och familjen ärtväxter. Inga underarter finns listade i Catalogue of Life.